# Sattledt
Sattledt – gmina targowa w Austrii, w kraju związkowym Górna Austria, w powiecie Wels-Land. Liczy 2567 mieszkańców (1 stycznia 2015).